# Malenkije tragedii
Malenkije tragedii (russisk: Маленькие трагедии) er en sovjetisk tv-serie fra 1979 instrueret af Mikhail Sjvejtser.

## Medvirkende
- Matluba Alimova som Laura
- Natalja Belokhvostikova som Donna Anna
- Nikolaj Burljajev som Alber
- Natalja Danilova som Volskaja
- Lidija Fedosejeva-Sjuksjina som Jekaterina Pavlovna